# Martijn Zuijdweg
Martijn Zuijdweg (Países Bajos, 16 de noviembre de 1976) es un nadador neerlandés especializado en pruebas de estilo libre, donde consiguió ser medallista de bronce olímpico en 2000 en los 4x200 metros.

## Carrera deportiva
En los Juegos Olímpicos de Sídney 2000 ganó la medalla de bronce en los relevos de 4x200 metros estilo libre, con un tiempo de 7:12.70 segundos que fue récord neerlandés, tras Australia y Estados Unidos.